# Clérey
Clérey ist eine französische Gemeinde mit 1.150 Einwohnern (Stand 1. Januar 2022) im Département Aube in der Region Grand Est (vor 2016 Champagne-Ardenne); sie gehört zum Arrondissement Troyes und zum Kanton Vendeuvre-sur-Barse. Die Einwohner werden Clériciens genannt.

## Geographie
Clérey liegt etwa 13 Kilometer südsüdöstlich von Troyes an der Seine. Umgeben wird Clérey von den Nachbargemeinden Montaulin im Norden, Fresnoy-le-Château im Osten, Villemoyenne im Südosten, Saint-Parres-lès-Vaudes und Vaudes im Süden, Saint-Thibault im Westen sowie Verrières im Nordwesten. 
Im Norden der Gemeinde liegt das Autobahndreieck der Autoroute A5 mit der Autoroute A26.

## Bevölkerungsentwicklung
| Jahr                       | 1962 | 1968 | 1975 | 1982 | 1990 | 1999 | 2006 | 2011 | 2019 |
| Einwohner                  | 805  | 802  | 788  | 825  | 865  | 930  | 1056 | 1116 | 1127 |
| Quellen: Cassini und INSEE |      |      |      |      |      |      |      |      |      |

## Sehenswürdigkeiten
- Kirche Saint-Pierre-ès-Liens, seit 1926 Monument historique

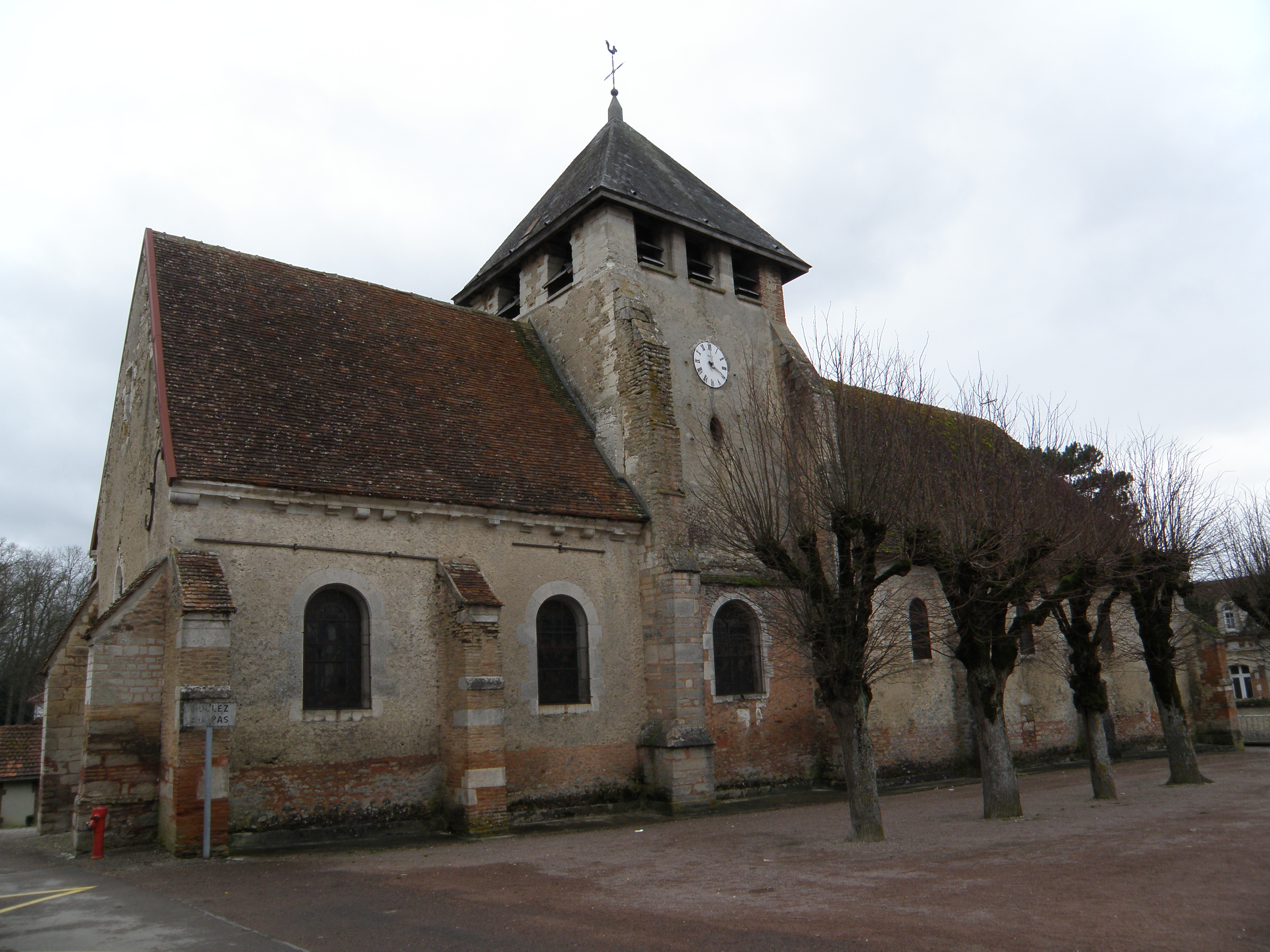
Kirche Saint-Pierre-ès-Liens

## Persönlichkeiten
- Hubert Linard (* 1953), Radrennfahrer